# My Husband's Lover
My Husband's Lover  é uma telenovela filipina exibida em 2013 pela GMA Network.

## Elenco

### Elenco principal
- Carla Abellana como Lally Agatep-Soriano[2][3]
- Tom Rodriguez como Vincent Soriano[4][5]
- Dennis Trillo como Eric Del Mundo[6]

### Elenco recorrente
- Kuh Ledesma como Elaine Soriano
- Roi Vinzon como Armando Soriano
- Glydel Mercado como Sandra Agatep
- Chanda Romero como Sol Del Mundo
- Karel Marquez como Evelyn Agatep
- Bettina Carlos como Vicky Araneta
- Victor Basa como David
- Antone Limgenco e Elijah Alejo como Diego e Hanna Soriano

## Prêmios
| Ano  | Prémio             | Categoria         | Resultado |
| ---- | ------------------ | ----------------- | --------- |
| 2014 | Emmy Internacional | Melhor Telenovela | Indicado  |